# Соломонівський Василь Володимирович
Василь Володимирович Соломонівський (1897, с. Яцьки Канівського повіту Київської губернії — 22 листопада 1921 року, м-ко Базар Волинської губ., тепер Житомирської обл.) — військовий діяч; військове звання — сотник Армії УНР.

## Життєпис
Стан — духовний. Закінчив гімназію. Студент Київського університету Святого Володимира. «Вольноопределяющийся». Безпартійний. З 1918 р. — молодший старшина батареї української армії. Під час Другого зимового походу — при комендатурі штабу Української повстанської армії. В полон потрапив під с. Миньки. Розстріляний червоними. Реабілітований 12 березня 1998 року.

## Вшанування пам'яті
- Його ім'я вибите серед інших на Меморіалі Героїв Базару.

## Виноски
1. ↑  Державний архів СБУ, арх. 74629 фп., т. 1, арк. 32 — 32 зв.